# Кичигин, Александр Иванович
Александр Иванович Кичигин  — советский военный деятель, генерал-майор.

## Биография
Родился в 1919 году в деревне Горка. Член КПСС.
Окончил Ленинградскую военно-воздушную академию.
Участник Великой Отечественной войны: инженер по спецоборудованию 30-го запасного авиационного полка, механик по электрооборудованию авиаэскадрильи 873 шап, старший инженер полка по спецоборудованию в составе 637-го штурмового авиационного полка 227-й шад РГК
В 1946—1948 гг. — старший инженер 113-го гвардейского истребительного авиационного полка по спецоборудованию 14-й ВА Прикарпатского военного округа.
В 1948—1956 гг. — инженер по спецслужбам в 781-м истребительном авиационном полку 165-й истребительной авиационной Краснознаменной дивизии, старший инженер по спецоборудованию ИАС ВВС 7 ВМФ.
В 1956—1959 гг. — начальник учебного отдела 245 военного авиационного технического училища ВВС в городе Новограде-Волынском Житомирской области.
В 1959—1965 гг. — начальник Вольского военного авиационного технического училища.
В 1965—1975 гг. — заместитель начальника Харьковского высшего командно-инженерного училища им. Маршала Советского Союза Н. И. Крылова.
Делегат XXII съезда КПСС.
Умер в 1999 году в Харькове.

## Награды
- Орден Отечественной войны I степени
- Орден Отечественной войны II степени
- Орден Трудового Красного Знамени
- Орден Красной Звезды (дважды)
- Орден «За службу Родине в Вооружённых Силах СССР» III степени